# 줄리엣 라일런스
줄리엣 라일런스(Juliet Rylance, 1979년 7월 26일 ~ )는 잉글랜드의 배우이다.

## 출연 작품
- 베일리 어게인 (2017)
- 아메리칸 고딕 (2016)
- 더 닉 2 (2015)
- 더 닉 (2014)
- 데이즈 앤 나이츠 (2014)
- 프란시스 하 (2012)
- 살인 소설 (2012)